# Орел (станція)
Орéл — вузлова дільнична залізнична станція 1-го класу Орловсько-Курського регіону Московської залізниці на залізничній лінії Москва — Курськ (Курський напрямок Московської залізниці). Розташована в обласному центрі Орловської області.
Пасажирським терміналом є головний вокзал міста Орел.
Залізничний комплекс станції містить: експлуатаційне локомотивне депо ТЧЕ-27 «Орел-Сортувальний», що є структурним підрозділом Московської дирекції тяги і ремонтне локомотивне депо ТЧР-28 «Орел» — структурний підрозділ Дирекції з ремонту тягового рухомого складу, експлуатаційне вагонне депо ВЧДЕ-21, Орловську дистанцію колії ПЧ-25, Орловську дистанцію електропостачання ЕЧ-11, Орловську дистанцію СЦБ ШЧ-19.

## Історія

### Будівництво
Залізниці на території сучасної Орловської області з'явились через перший великий проєкт будівництва та розвитку залізничної мережі Росії в 1860-х роках.
Автором проєкту нових залізничних ліній став Міністр шляхів сполучення Павло Мельников. Для першочергового будівництва були запропоновані чотири лінії:
- південна (Москва — Севастополь)
- східна (Орел — Єлець — Тамбов — Саратов)
- західна (Орел — Смоленськ — Вітебськ)
- південно-східна (Катеринослав — Ростов-на-Дону).

Крім того, передбачався проєкт будівництва Південно-Західної магістралі напрямку Одеса — Київ — Брянськ. Передумовами до такого грандіозного спорудження залізниць стали необхідність швидких товароперевезень й потреби військово-промислового комплексу імперії. Засоби для будівництва були потрібні чималі і вони були отримані оригінальним способом — від продажу Аляски (США). За збігом обставин Орловська губернія опинилася в центрі майбутніх залізничних магістралей, і це було не випадково. Міністр фінансів Михайло Рейтнер очікував від нових залізниць збільшення експорту, а як наслідок — отримання валютних коштів на подальший розвиток. Орел же був одним з найбільших сільськогосподарських центрів країни, а маючи залізничну колію для вивозу продукції, він мав стати головним експортним вузлом.
У травні 1864 року виданий Указ про початок будівництва першої черги Південної залізниці Москва — Орел. Кошторис витрат на прокладку колій на різних дільницях магістралі навіть на ті часи вражав. У межах Москви одна верста колії обійшлася у 140 тис. рублів, до Орла — 45 тис. рублів за версту, до Курська — 35 тис. рублів. Шлях до Москви з віддалених дільниць став набагато легший. У XIX столітті швидкий поїзд сполученням Москва — Орел мав такий розклад руху:
| Москва       | Орел     |
| Відправлення | Прибуття |
| ------------ | -------- |
| 08:25        | 18:40    |

Час в дорозі поїзда «Експрес» сполученням Орел — Курськ складав 3,5 години, а поїзда Орел — Грязі — 12 годин. Колишній сучасний прямий поїзд сполученням Воронеж — Рига цією ж колією витрачав майже стільки ж часу.
У будівництві залізниці до Орла допоміг орловський ватажок дворянства Шереметьєв Олександр Васильович. Саме він був автором земської залізниці Орел — Вітебськ. Будучи справжнім патріотом, він не прагнув збагатитися за рахунок будівництва на відміну від інших працівників, що у підсумку призвело до його банкрутства і розорення.
Орловсько-Грязівську приватну залізницю мало будувати як Єлецьке, так і Єфремовське земства. Щоб подовжити залізницю від Єльця до Орла «залізничний король» Самуїл Поляков виділив значну фінансову допомогу Єлецькому земству. Свій внесок у будівництво залізниці вніс і його брат Лазар Поляков, який був засновником і головним акціонером Орловського комерційного банку.
Ще однією людиною, яка зробила неоціненний внесок в будівництво залізниць на Орловщині був Петро Губонін. Будучи нащадком каменяра спочатку він отримував підряди на будівництво мостів Московсько-Курської залізниці, а згодом й цілих магістралей, зокрема, Орловсько-Вітебської та Грязе-Царицинської. Завдяки ініціативі Петра Губоніна Брянський промисловий район Орловської губернії отримав сильний імпульс розвитку. Петро Губонін побудував рейкопрокатний завод, почавши з випуску рейок, а потім і рухомого складу, в тому числі паровозів Пв. Перші рейки, які були прокладені на шляху від Орла до Єльця виявилися поганої якості і дуже ненадійними. Однак перший невдалий досвід пішов підприємству на користь, та згодом завод випустив першу партію продукції відмінної якості.

### Відкриття руху
У 1868 році перший поїзд з Москви прибув на станцію Орел під керуванням машиніста-англійця. Час в дорозі склав 12 годин. Знадобилося чимало часу для зміни трафіку збуту хліба на залізницю, однак це сприяло швидкому розвитку і укрупнення Орловського залізничного вузла та повного припинення судноплавства річкою Ока. Будувалися службові будівлі і інфраструктура. На станції Орел-Товарний вже наприкінці ХІХ століття налічувалось 37 різних споруд. Єлецький вокзал мав 34 різних об'єкта.
Одночасно було відкрито рух поїздів лінією Орел — Вітебськ — Рига, яка сполучила Чорнозем'я з портами Балтії. У 1870 році споруджено залізничні колії від Орла на схід, через Єлець й Липецьк до станції Грязі, а згодом і до Царицина.

### Вокзал
Побудована будівля Орловсько-Вітебського вокзалу стала невід'ємною рисою міста, його символом. На дореволюційних листівках будівля вокзалу з'являлася не менше, ніж храми, центральні вулиці та інші пам'ятки. Письменник-орловець Іван Бунін в своєму творі «Життя Арсеньєва» описав місто Орел і його вокзал:
|  | Думав я про те, що ось, як це не дивно, скоро і мета моєї подорожі, той самий Орел, якого я ще майже ніяк не уявляю собі, але який вже одним тим дивний, що там, уздовж вокзалу, — великий проліт по всій карті Росії: на північ — до Москви, до Петербурга, на південь — до Курська і до Харкова, а головне — в той самий Севастополь, де начебто навіки залишилося молоде батьківське життя... |

Ніхто з орловців — класиків російської літератури, окрім Івана Буніна, не відобразив із такими подробицями місцеву залізницю в своїй творчості.
У 1868 році, разом з будівлею Орловсько-Вітебського вокзалу, була побудована потужна інфраструктура, локомотивне депо, корпуси якого збереглися і понині.
Станція Орел, тим часом, стала швидко перетворюватися на великий транспортний залізничний вузол. Пізніше, через подовження лінії Брянськ — Орел на північ, рух цією лінією став наскрізним. Нову дільницю шляху було вирішено прокласти перед фасадом будівлі вокзалу, відсунувши трамвайні колії. Острівне розташування вокзалу щодо колій зберігається і понині. Непарні платформи № 1, 3, 5 розташовуються з боку будівлі вокзалу, а парні № 2, 4 та 6 — з боку локомотивного депо.

Вокзал станції Орел
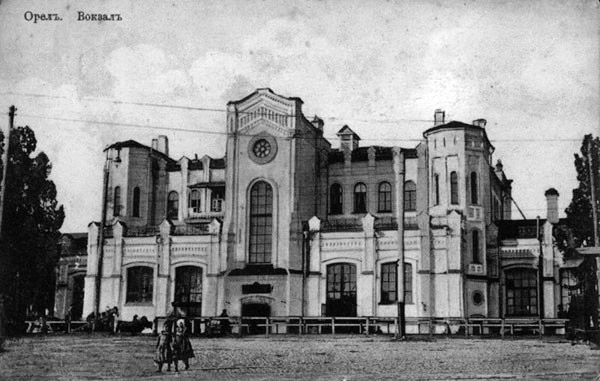
Орловсько-Вітебський вокзал (1868)
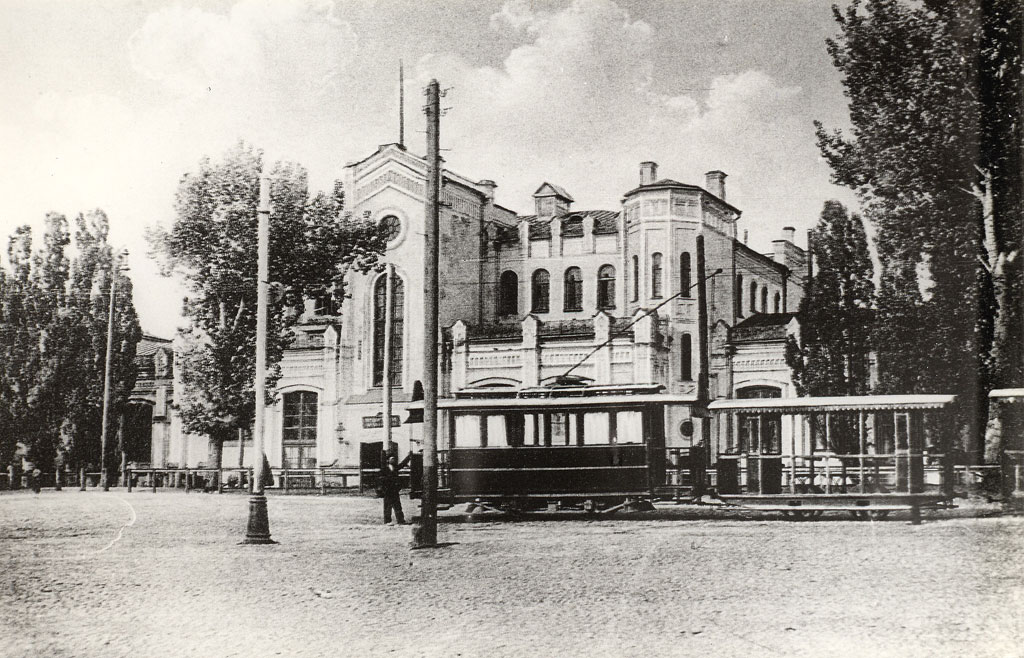
Трамвай біля вокзалу (на початку ХХ століття)
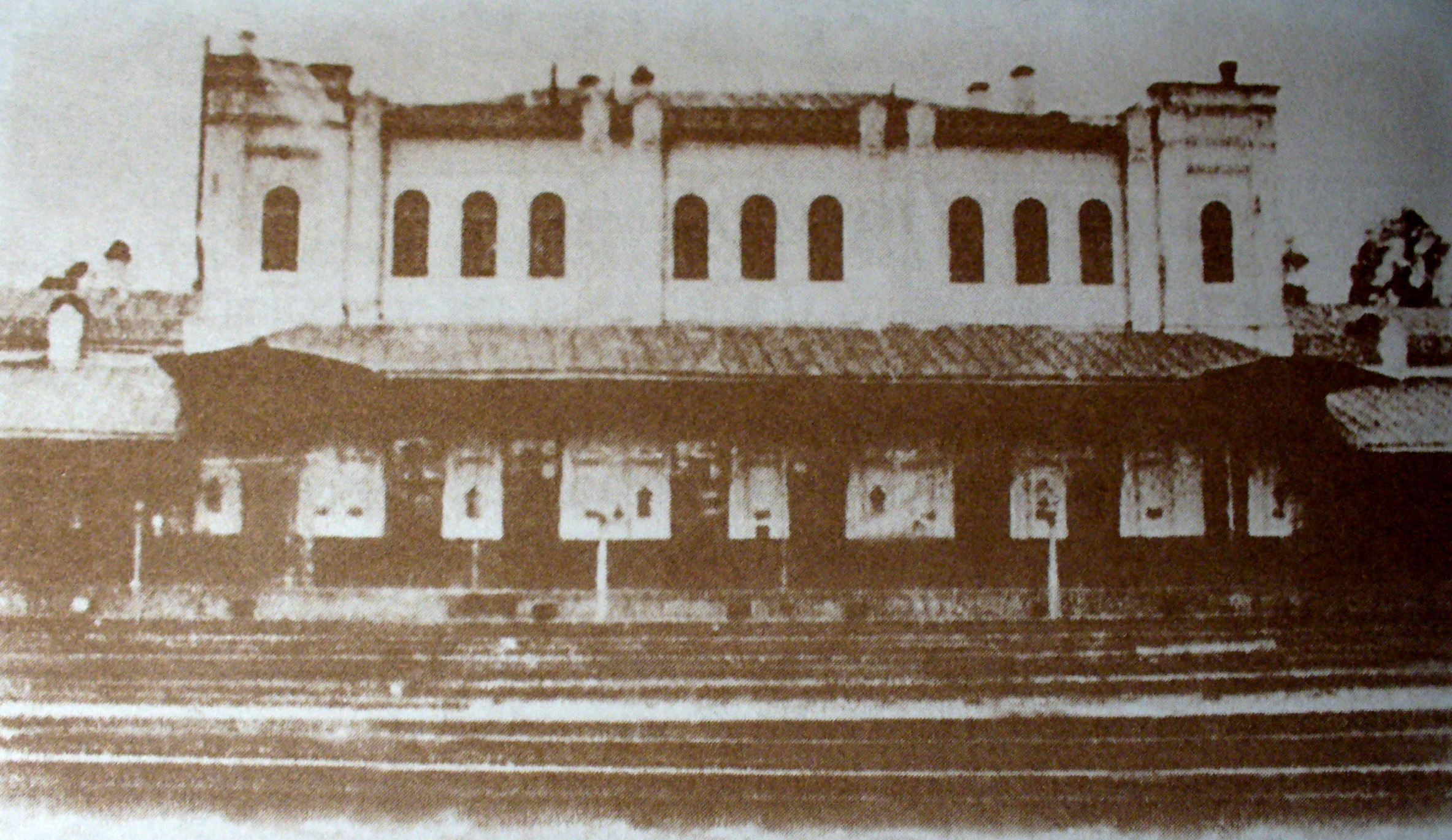
На початку XX століття

### Нездійснені плани
За темпами будівництва та планам майбутніх магістралей, Орел мав право стати залізничною столицею європейської частини Росії. Маючи вихід до річки Волги, на Балтійське море і Москви, Орел на початку XX століття мав отримати також прямий шлях до Петрограда і Ростов-на-Дону. Це в підсумку створювало б випрямлення до межі магістраль Петроград — Кавказ в об'їзд Москви. У документах 1916 року залізнична лінія Орел — Петроград була позначена як така, що вже будується.
Основними вантажами для перевезень на ній планувалося вугілля Донбаса, а також продукти, бавовна, ліс, машини, нафта. Плани будівництва були вже так детально прораховані, що були складені структури перевезень, собівартість, навантаження на кожну дільницю та економію, яку мала дати нова гілка. У 1917 році, через Жовтневий переворот, ці плани було скасовано.

### 1917—1941
Радянська влада, спочатку оцінила масштаб і необхідність будівництва лінії Орел — Ленінград і повернулася до нього вже в перше десятиліття після Жовтневого перевороту 1917 року. Більшовицька Росія, не маючи більше виходу до Балтики, спрямувала напрямки вантажоперевезень до Ленінграда. Однак, з початком громадянської війни, знову не дало можливості продовжити будівництво.
У 1919 році на станції Орел трапився інцидент поряд з паровозним депо. До Москви з Харкова повертався діяч революції Яків Свердлов. 7 березня 1919 року, близько 10:00, на станції Орел поїзд зупинився через страйк орловських залізничників, які перекрили рух поїздів. У губернському місті радянської Росії був голодомор. Доведені до відчаю своїх сімей і смертю близьких, залізничники Орла вимагали у Якова Свердлова вийти до них. Ледве член ЦК вийшов на платформу, з тисячного натовпу в нього полетіли вугілля і дрова для паровозів. Втративши свідомість, Яків Свердлов впав на землю.. Вже хворий, на той час, революційний діяч Яків Свердлов через тиждень 16 березня 1919 року помер у Москві. Його ім'ям було названо те саме локомотивне депо Орла.
У жовтні 1919 року станція, як і місто, перейшла під контроль білої армії Денікіна. Протягом тижня на орловських залізничних коліях стояли бронепоїзди «Іоанн Калита» та «Офіцер». 17 жовтня 1919 року Орел відвідав командувач 1-м піхотним корпусом генерал-лейтенант Кутєпов Олександр Павлович, який прибув у місто на паровозі.
По закінченню Першої світової війни для залізничного вузла міста Орла настали важкі часи. У 1922—1923 роках ліквідовано управління Орловсько-Вітебської залізниці, а через вже побудовані дільниці шляху, які не були сполучені з іншими лініями в ходу виникло словосполучення Орловський кущ Південно-Східної залізниці. На вулицю викинули не лише явних бюрократів, а й сотні відмінних фахівців. Однак кількість орловських залізничників нагадувало, що місто є великим залізничним вузлом. Навіть, коли у 1930-х роках Орел став всього лише районним центром, станція залишалася головним підприємством міста.

### Друга світова війна
З початком Другої світової війни через Орел пройшли склади з евакуйованими заводами і підприємствами країни. 3 жовтня 1941 року, з початком окупації міста, станція перейшла під контроль гітлерівських військ та була перетворена на стратегічний об'єкт німецьких військ. Через неї здійснювалася постачання зброї, боєприпасів, палива для наступаючої 2-ї танкової армії Гайнц Гудеріана на Москву, а згодом і солдатів Вермахта розквартированих в Орлі.
За поширеною версією, перед відступом німецьких військ з Орла у серпні 1943 року, вони спалили і підірвали будівлю вокзалу. Однак, насправді вокзал станції Орел 1868 року споруди, знищила радянська дальня авіація. Використовуючи важкі бомбардувальники Пе-8 і 5-тонні бомби «ФАБ-500», 890-й і 746-й авіаційні полки в ніч на 4 червня і 19 липня 1943 року повністю вивели з ладу Орловський залізничний вузол, зруйнувавши склади з боєприпасами і технікою противника і перетворивши будинок вокзалу в руїни.
4 серпня радянські війська 5-ї стрілецької дивізії Т. П. Міхаліціна та 380-ї стрілецької дивізії П. М. Плотникова, звільнили Орловський залізничний вузол, замість дивовижного вокзалу вони побачили майже повністю зруйноване чорну закопчену будівлю з німецьким написом «нім. Orel» на одній із зовнішній стіні вокзалу. Завдяки тому, що Орел увійшов до 15 найбільших і найстаріших російських міст, що найбільше постраждали під час німецько-радянської війни, першочергове відновлення яких було визначено постановою РНК СРСР від 1 листопада 1945 року, відновлення вокзалу стало першочерговим завданням післявоєнного часу.

### Новий вокзал

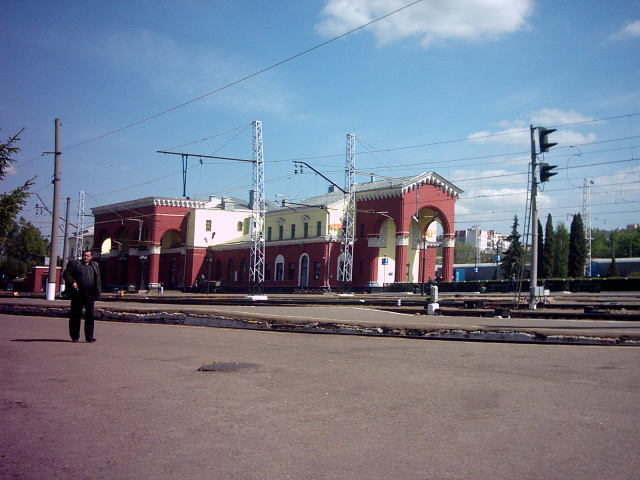
Залізничний вокзал

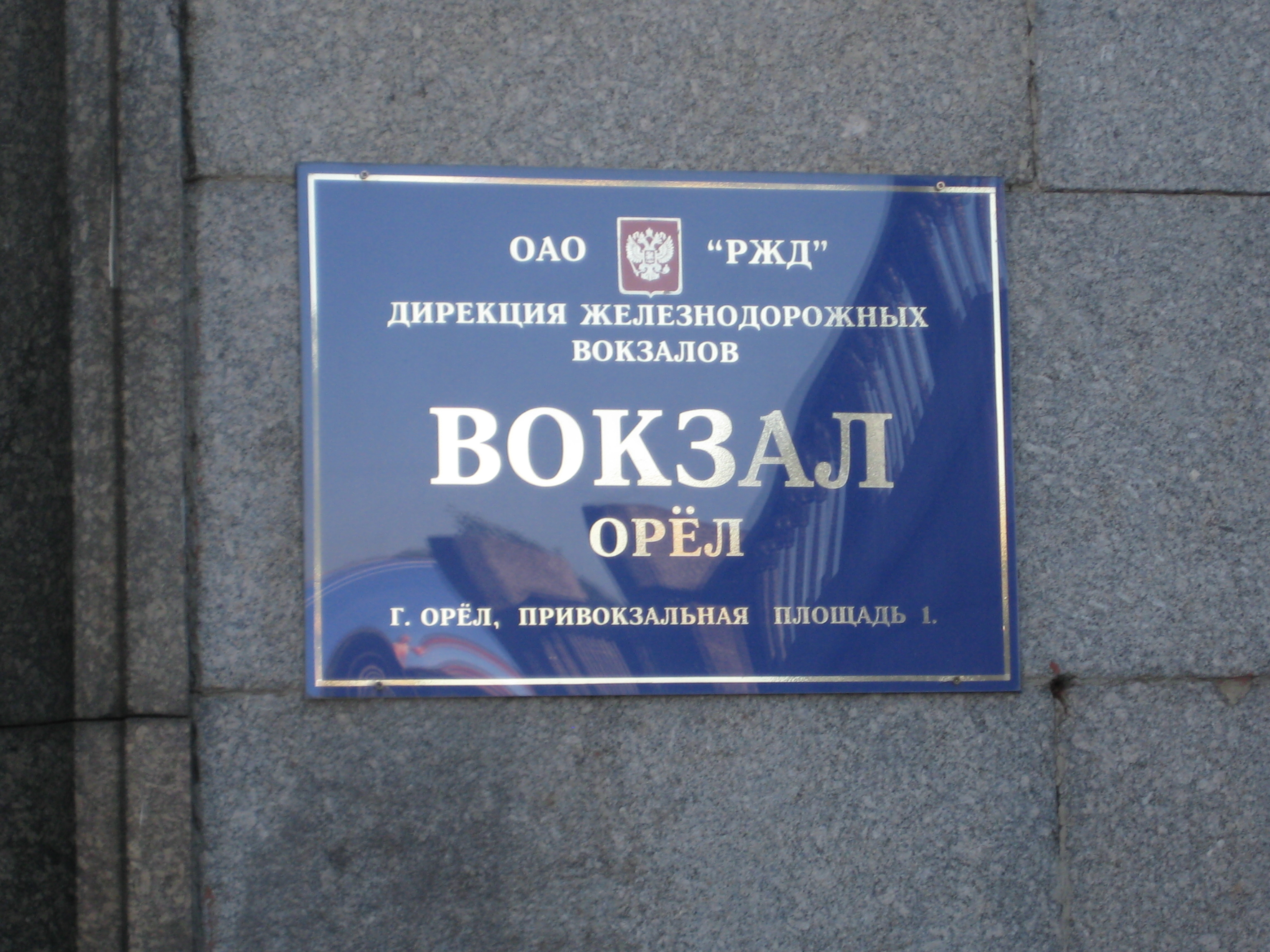

Колишній Орловсько-Вітебський вокзал і колишній Єлецький вокзал (пристанок Орел) сильно постраждали під час Другої світової війни. Відновлювати вокзал було вирішено на попередньому місці, взявши за основу вцілілі частини старого будинку. Цокольний поверх майже не постраждав і був збережений у первісному вигляді, саме він послужив основою для нового вокзалу. В архівних документах згадується, що будівля вокзалу почала працювати вже з 1946 року.
Сучасна будівля Орловського вокзалу побудована впродовж 1949—1950 років за унікальним проєктом архітектора С. А. Мхитаряна в стилі російського класицизму. Будівля вокзалу простора і в той же час позбавлена непотрібних порожнеч. При детальному аналізі планування сучасної будівлі в ньому вгадуються збережені риси старого вокзалу. У відновленні вокзалу, як і мощення центральної вулиці Леніна бруківкою брали участь полонені німці. Зовнішню будівлю терміналу побудовано в європейському стилі. В СРСР Орловський залізничний вокзал вважався одним з найкрасивіших вокзалів країни.
З вітражів великих вікон дивляться знамениті орловчани: Іван Тургенєв, Іван Бунін, Афанасій Фет, Леонід Андреєв, Михайло Пришвін. Привокзальна площа, яка забудована невисокими напівкруглими будівлями пісочного кольору, що переходить в колонаду входу на платформи вокзалу, що знаходиться навпроти Будинку культури залізничників і є цілісним архітектурним ансамблем.
5 серпня 1958 року, з нагоди Дня міста, в центрі ансамблю зовнішньої будівлі вокзалу був встановлений на вежі годинник. Роботи були виконані БУ-330 і Орловським годинниковим заводом «Янтар» за проєктом архітектора О. В. Левитського. Годинники виконують мелодію з 1-ї симфонії орловського композитора Калинникова Василя Сергійовича.
1958 року розпочата електрифікація магістралі від Москви до Орла. Пізніше була електрифікована дільниця Курськ — Харків. Через Орел розпочався рух приміських електропоїздів.
У 1968 році ухвалено рішення про будівництво продовження лінії Арбузове — Михайлівський Рудник до Орла, яка було повністю завершена в 1975 році.

### Реконструкція вокзалу

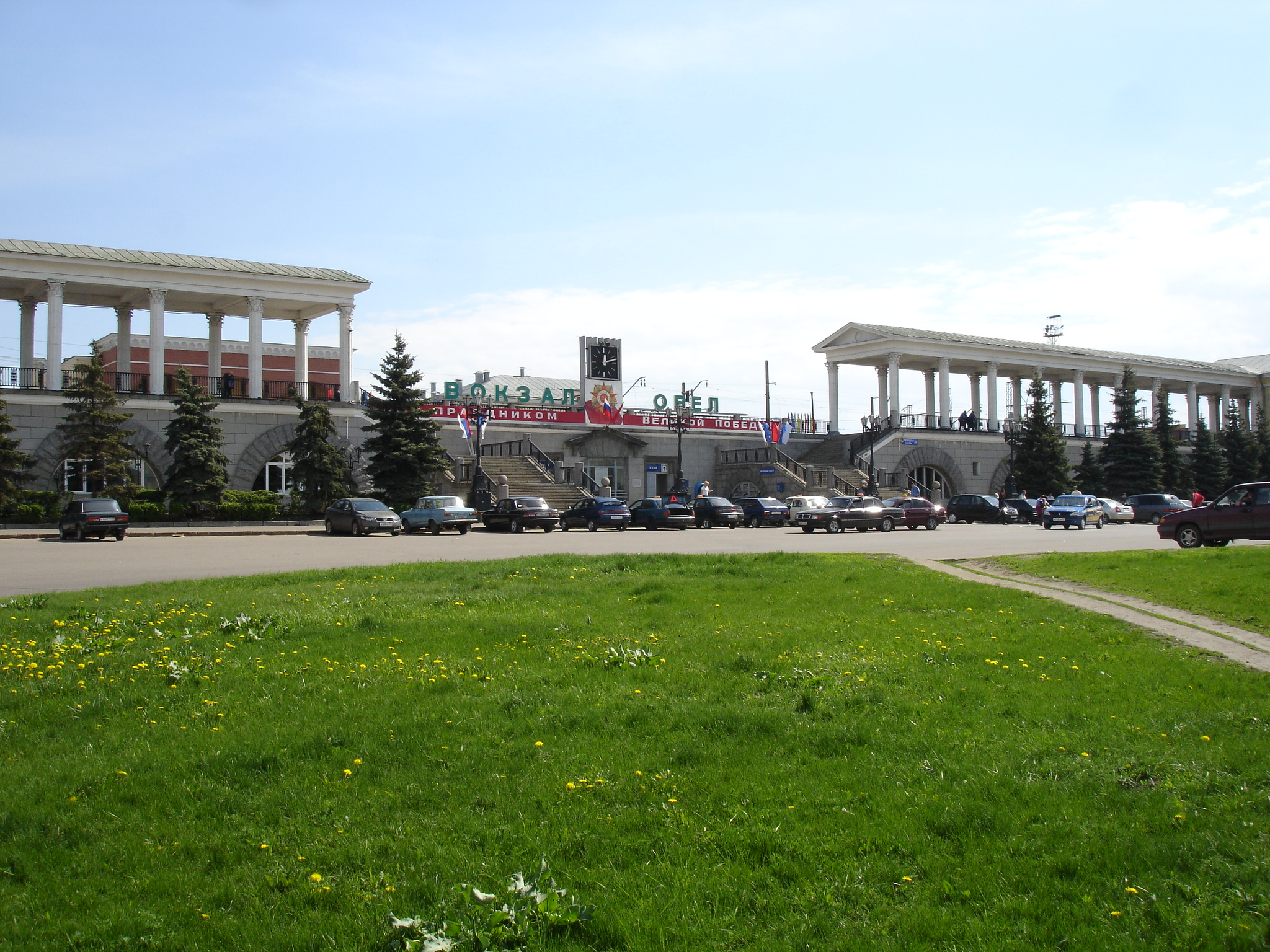
Краєвид з Привокзальної площі

Російські залізниці планували витратити 237 млн рублів у капітальний ремонт залізничного вокзалу. До теперішнього часу повністю відремонтовані північний та південний касові зали. У 2018 році передбачалося реконструкція та капітальний ремонт кімнат відпочинку, після  завершення якого вони стали сучасними, готельного типу з усіма зручностями.
Капіталовкладення у ремонт вокзалу передбачалися до 2020 року. З моменту відкриття будівлі вокзалу в 1950-х роках, не відбувалося жодного капітального ремонту. Нинішній — перший в його історії. Комплексні роботи розраховані на 5 років. Так як через станцію Орел планувалося організувати рух швидкісних поїздів, то реконструкція вокзалу тривала одночасно з модернізацією залізничної інфраструктури, що поєднала з інфраструктурними планами з підготовки до святкування 450-річчя заснування міста Орла у 2016 році. Реалізація цього проєкту змінила вигляд не лише вокзалу, але і всього міста.

### Орел на Привокзальній площі
У травні 2008 року в центрі ансамблю Привокзальній площі була встановлена топіарна фігура орла, виконана з екологічно чистих матеріалів. Символ міста виконаний силами фахівців МУП «Радгосп „Комунальник“» і є частиною програми з озеленення міста. Висота фігури — 7 м. Спочатку, через брак матеріалів і стислих термінів, статуя була зроблена з березових гілок і відрізнялася від проєктного вигляду, зокрема, були порушені пропорції і перспектива. Орел викликав неоднозначну реакцію мешканців міста.
У березні 2009 року, під наглядом автора Василя Антропова, була проведена реставрація скульптури, яка тривала три тижні. Березові гілки були замінені однорічною рослиною кохією, фігура стала більше відповідати проєкту.
У серпні 2016 року, з нагоди святкування 450-річчя заснування міста Орла, топіарну скульптуру орла замінили на бронзовий пам'ятник. Постамент у вигляді земної кулі прикрашає логотип 450-річчя Орла, а зверху сидить бронзовий птах. Встановлення пам'ятника так само не обійшлася без скандалу. Зокрема, на містобудівній раді не був допущений один з найбільш незвичайних проєктів майбутнього пам'ятника — виконаний з прозорого матеріалу. Встановлений на площі проєкт спочатку взагалі не розглядався на обласній містобудівній раді. Монумент став ювілейним подарунком місту від відомого підприємця Миколи Грешилова. Топіарний орел був перевезений до Заводського району міста та понині стоїть біля транспортної розв'язки на 909-й квартал.

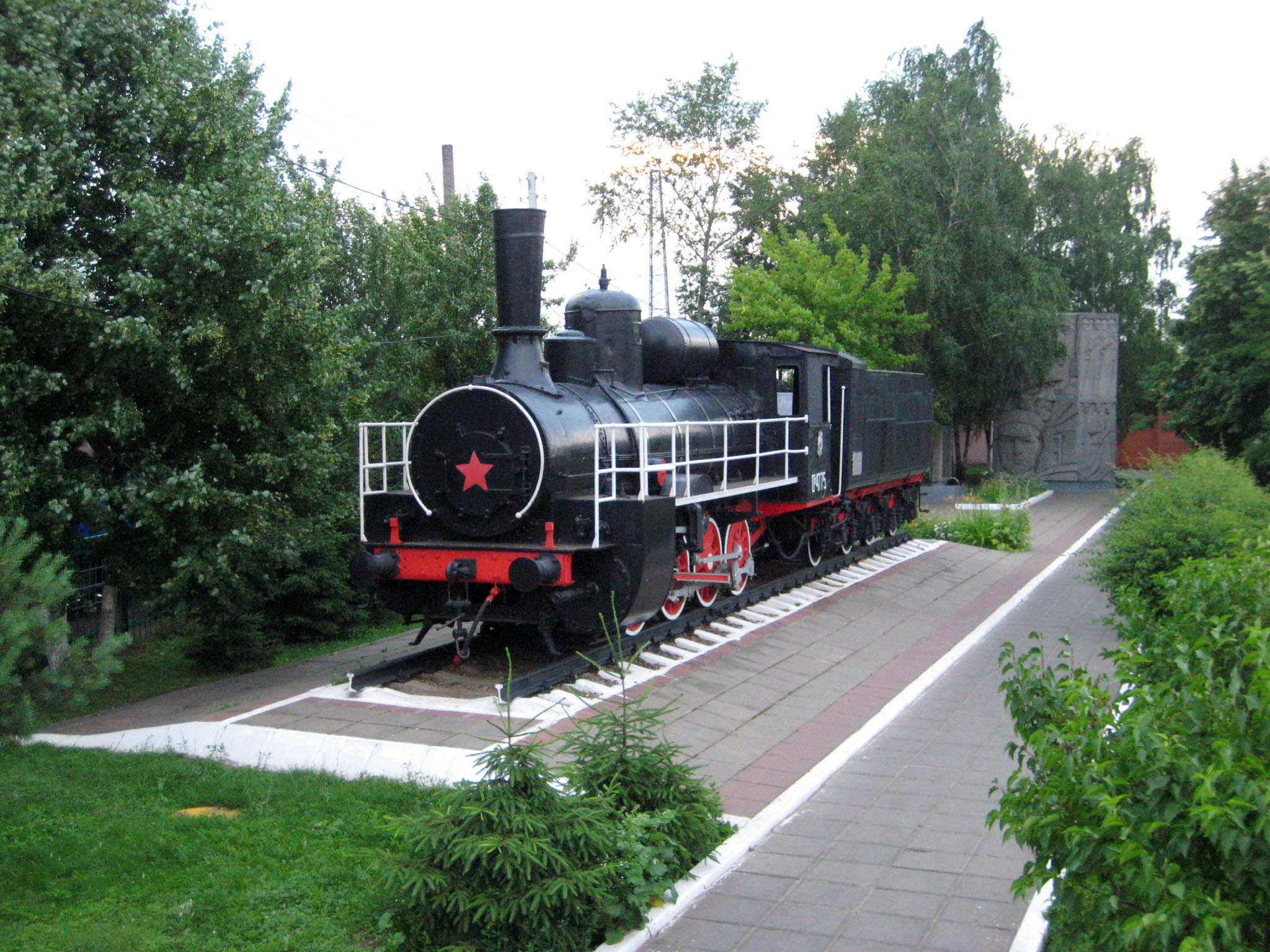
Паровоз Ов-4775 1898 року побудови, встановлений з нагоди 120-річчя депо
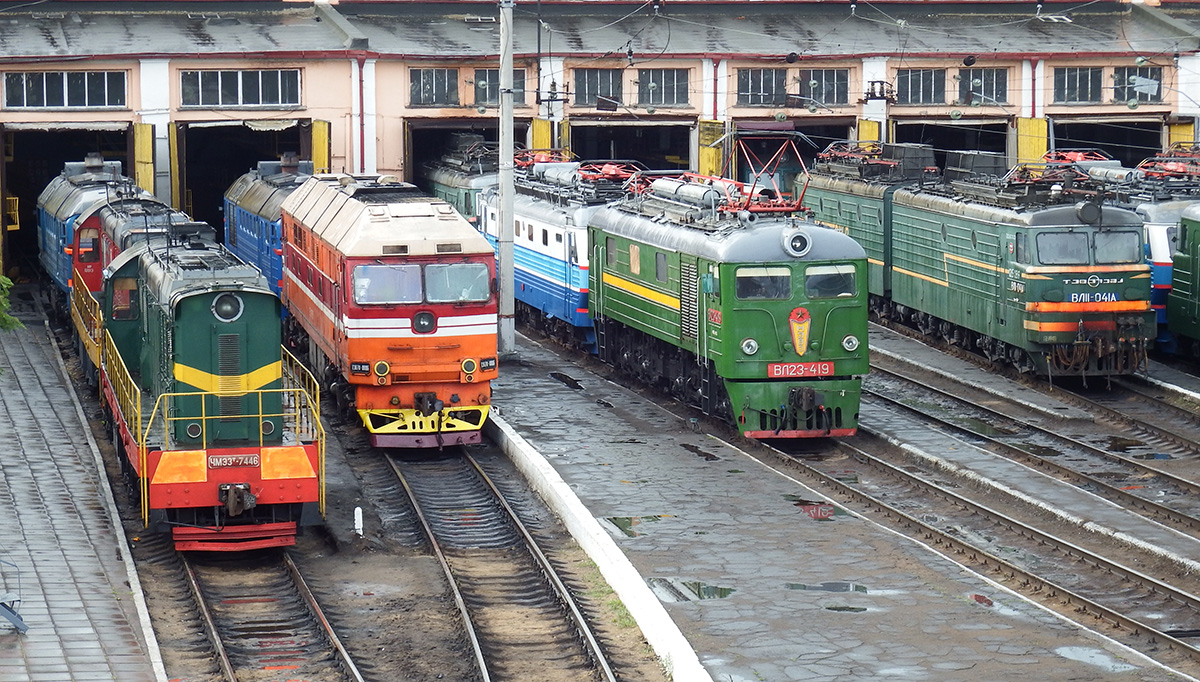
Локомотивне депо «Орел»
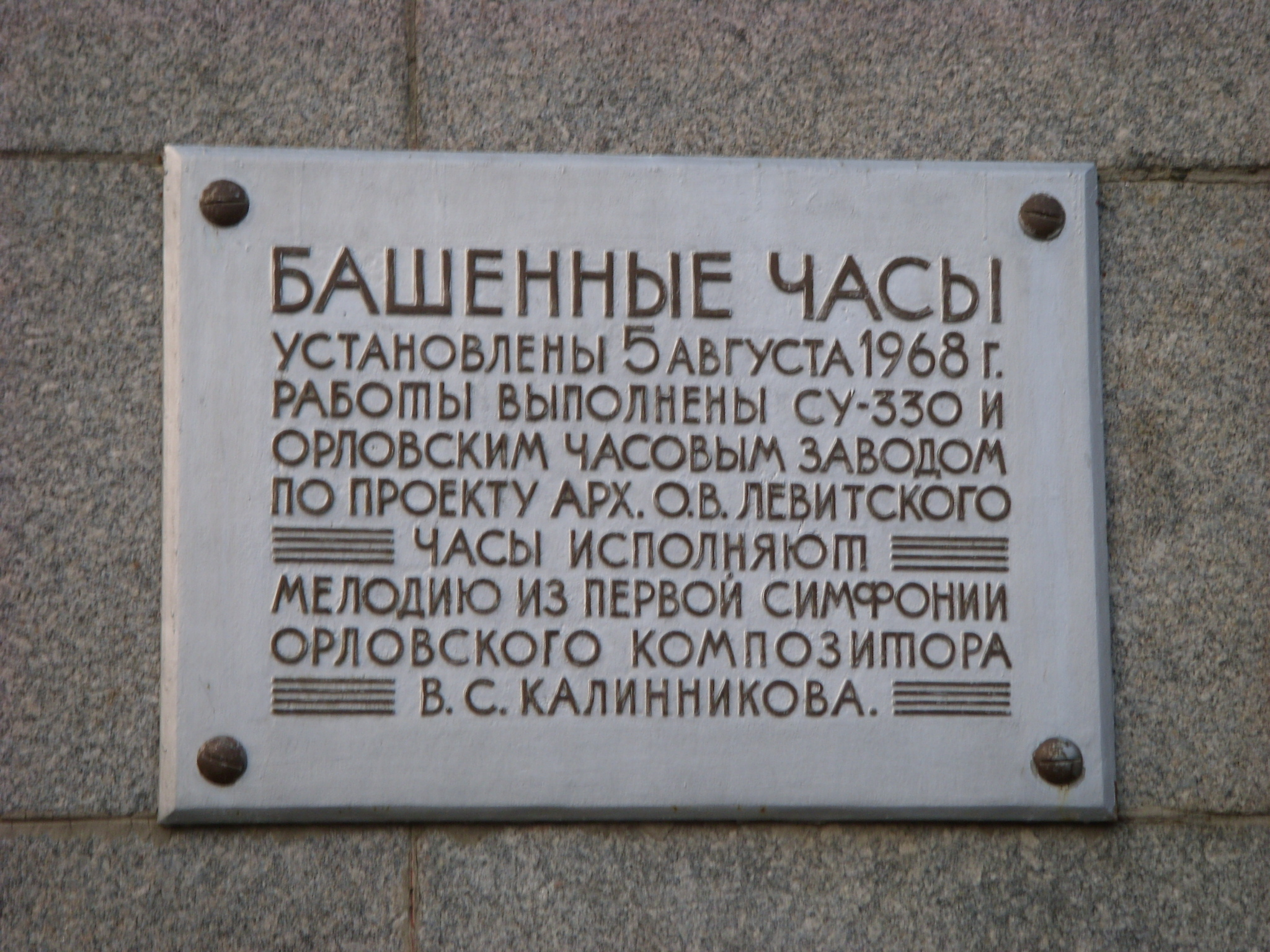
Меморіальна дошка
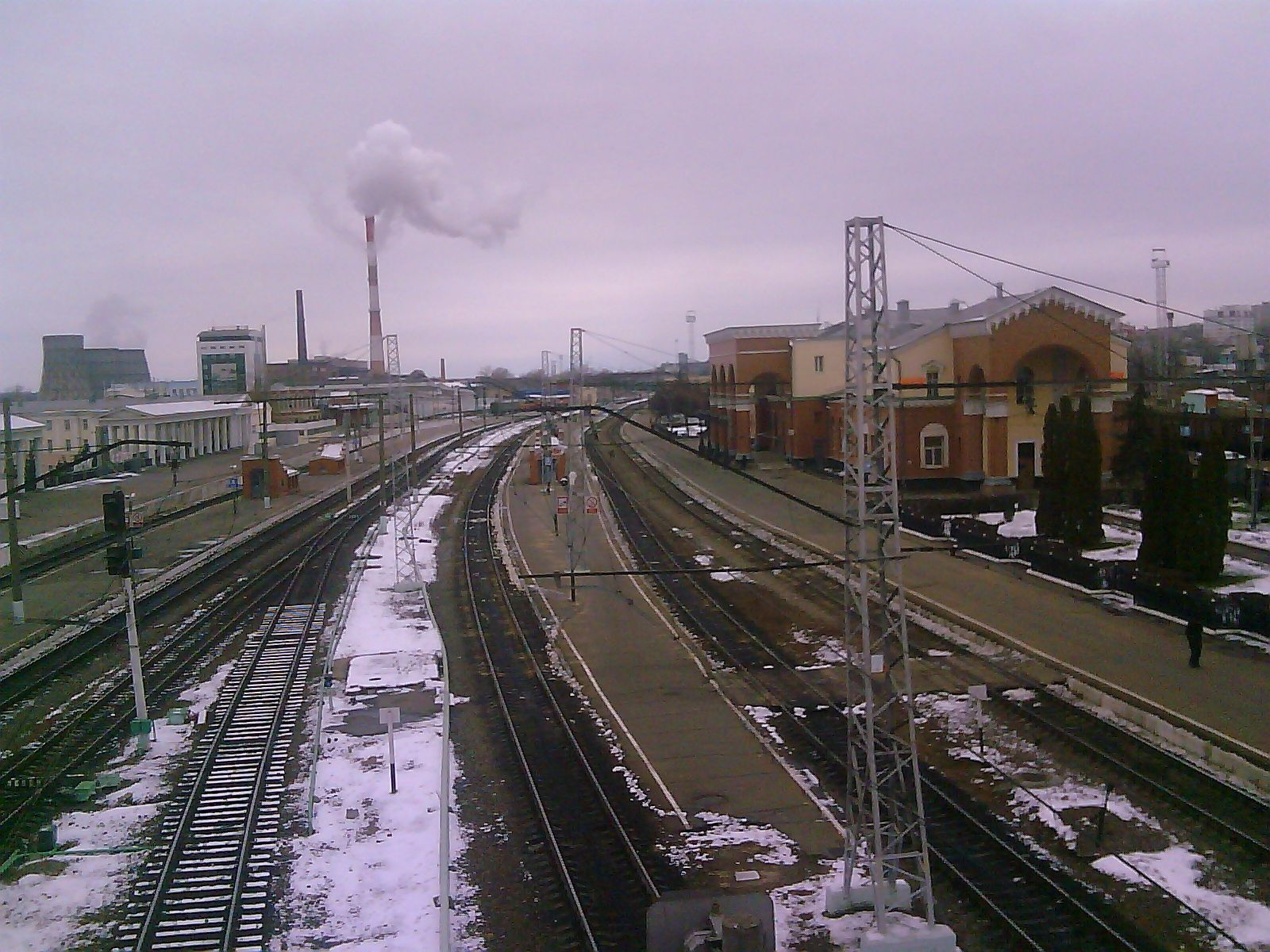
Краєвид станції з перехідного мосту

## Пасажирське сполучення
Далеке сполучення
На станції Орел зупиняються поїзди далекого сполучення і сполучають такі міста, як Бєлгород, Курськ, Льгов, Москва, Санкт-Петербург.
Влітку зазвичай призначаються додаткові поїзди до станцій Адлер, Анапа, Єйськ.
Через станцію Орел прямують поїзди далекого сполучення:
| Пасажирські поїзди, що курсують цілий рік | Пасажирські поїзди, що курсують цілий рік                     |
| №                                         | Маршрут сполучення                                            |
| ----------------------------------------- | ------------------------------------------------------------- |
| 57/58 Приоскол'є»                         | Москва — Старий Оскол                                         |
| 71/72 «Бєлогір'я»                         | Москва — Бєлгород                                             |
| 95/96                                     | Москва — Дніпро / Кривий Ріг (скасований з березня 2020 року) |
| 81/82                                     | Санкт-Петербург — Бєлгород                                    |
| 83/84                                     | Москва — Адлер                                                |
| 97/98                                     | Москва — Курськ                                               |
| 109/110                                   | Москва — Анапа                                                |
| 115/116                                   | Санкт-Петербург — Адлер                                       |
| 119/120                                   | Санкт-Петербург — Бєлгород                                    |
| 121/122                                   | Санкт-Петербург — Владикавказ                                 |
| 135/136                                   | Санкт-Петербург — Махачкала                                   |
| 141/142 «Сейм»                            | Москва — Льгов                                                |
| 719/720                                   | Москва — Орел                                                 |
| 721/722 «Ластівка»                        | Москва — Курськ                                               |
| 723/724 «Ластівка»                        | Москва — Курськ                                               |
| 725/726 «Ластівка»                        | Москва — Орел                                                 |
| 737/738                                   | Москва — Бєлгород                                             |
| 739/740                                   | Москва — Бєлгород                                             |
| 741/742                                   | Москва — Бєлгород                                             |

Швидкісний електропоїзд «Ластівка»

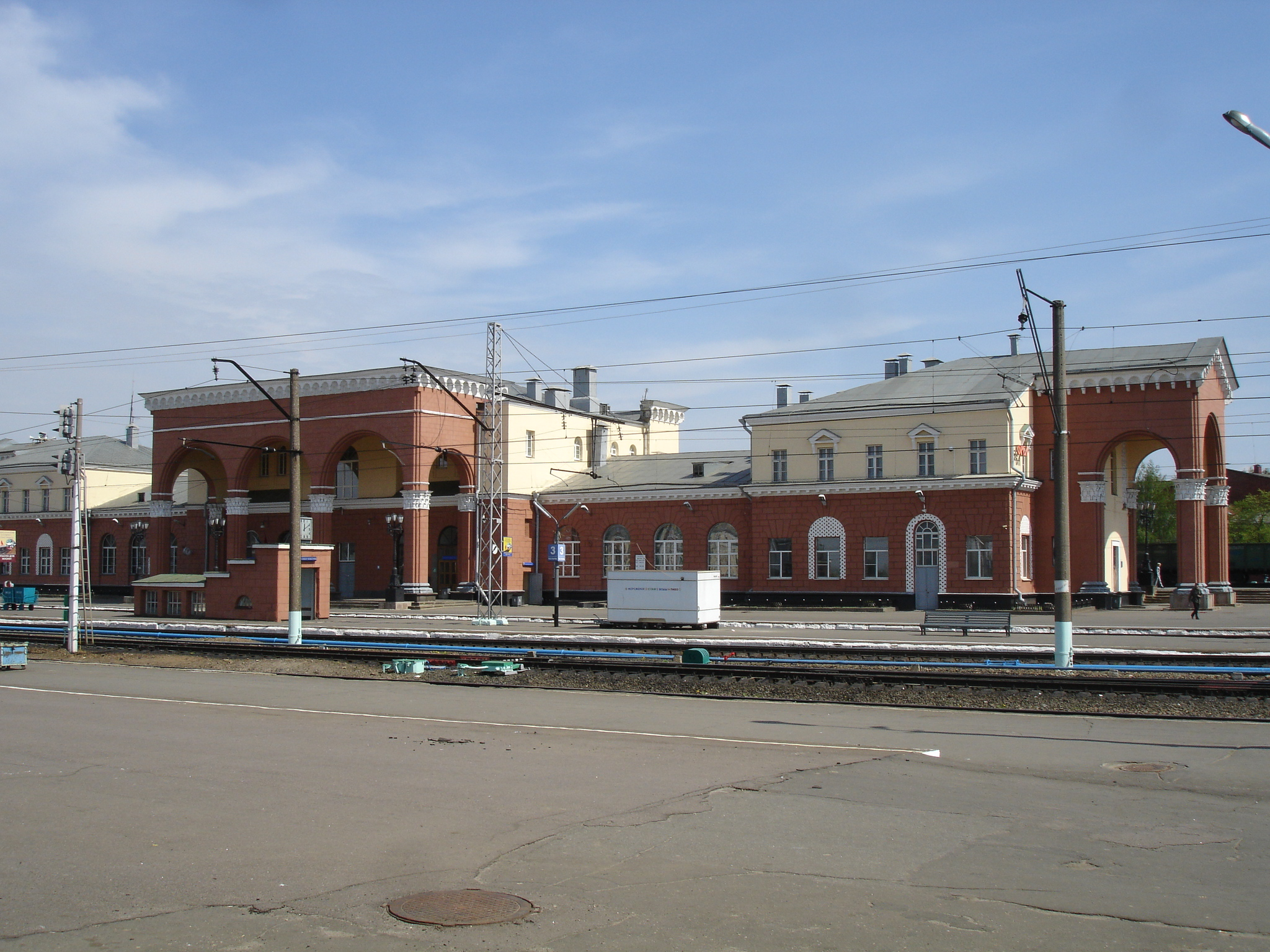
Платформи станції Орел

- 1 червня 2014 року електропоїзд «Експрес» ЕД4МК підвищеної комфортності Деміховського машинобудівного заводу № 825/826, який прямував за маршрутом Москва — Орел — Москва, був замінений новим електропоїздом «Ластівка» № 737/740 (один 5-ти вагонний склад) та № 739/738 (здвоєний склад — в кількості 10 вагонів) за маршрутом Москва — Курськ — Москва. Час в дорозі від Москви до Орла становить близько 4 годин, прямує щоденно, двічі на добу в обидва напрямки.
- 14 грудня 2014 року електропоїзд № 737/740 скорочений до Орла.
- У лютому 2015 року всі маршрути відправленням з Москви, на яких працюють електропоїзди «Ластівка» Північно-Західної дирекцією швидкісного сполучення (С-ЗДОСС), передані до Московської (МДОСС) разом зі складами.
- З квітня 2015 року маршрут поїзда № 739/738 обслуговується МДОСС «Ластівка-Преміум».
- 15 січня 2016 року поїздам змінена нумерація і час відправлення.
- Поїзд № 723/736 Москва — Орел — Москва обслуговується всіма електропоїздами «Ластівка» МДОСС, окрім ЕС1-050 та ЕС1-051.
- Поїзд № 735/726 Москва — Курськ — Москва) обслуговується лише поїздами ЕС1-050 та ЕС1-051 «Ластівка-Преміум» МДОСС.
- 11 грудня 2016 року поїздам знову змінена нумерація та час відправлення/прибуття.
- Поїзд № 721/724 Москва — Курськ — Москва з п'ятниці по неділю, обслуговується всіма електропоїздами «Ластівка» МДОСС, окрім ЕС1-050 і ЕС1-051.
- Поїзд № 723/722 Москва — Курськ — Москва обслуговується лише поїздами ЕС1-050 та ЕС1-051 «Ластівка-Преміум» МДОСС.
- Поїзд № 725/726 Москва — Орел — Москва з понеділка по четвер, обслуговується всіма електропоїздами «Ластівка» МДОСС, крім ЕС1-050 та ЕС1-051.
- 1 грудня 2017 року призначений додатковий поїзд «Ластівка» (замість поїзда № 745/746).
- Поїзд № 719/720 Москва — Орел — Москва обслуговується всіма електропоїздами «Ластівка» МДОСС, окрім ЕС1-050 та ЕС1-051.

| Поїзди сезонного призначення | Поїзди сезонного призначення |
| №                            | Маршрут сполучення           |
| ---------------------------- | ---------------------------- |
| 205/206                      | Москва — Бєлгород            |
| 207/208                      | Москва — Бєлгород            |
| 217/218                      | Москва — Бєлгород            |
| 233/234                      | Москва — Курськ              |
| 247/248                      | Санкт-Петербург — Анапа      |
| 283/284                      | Москва — Курськ              |
| 287/288                      | Воркута — Бєлгород           |
| 293/294                      | Мурманськ — Анапа            |
| 297/298                      | Санкт-Петербург — Курськ     |
| 467/468                      | Смоленськ — Адлер            |
| 479/480                      | Санкт-Петербург — Сухумі     |
| 561/562                      | Москва — Єйськ               |
| 563/564                      | Москва — Анапа               |

Приміське сполучення
Здійснюється за наступними напрямками:
| Напрямок                    | Тип поїзда, що обслуговує напрямок    |
| --------------------------- | ------------------------------------- |
| Орел — Брянськ              | Автомотриса АЧ2, рейковий автобус РА2 |
| Орел — Верхів'я             | Автомотриса АЧ2                       |
| Орел — Курськ               | Електропоїзд ЕР2                      |
| Орел — Лівни                | Автомотриса АЧ2                       |
| Орел — Льгов                | Рейковий автобус РА1                  |
| Орел — Комаричі             | Автомотриса АЧ2                       |
| Орел — Михайлівський Рудник | Автомотриса АЧ2                       |
| Орел — Мценськ              | Електропоїзд ЕР2 / ЕМ2                |
| Орел — Понирі               | Електропоїзд ЕР2 / ЕМ2                |
| Орел — Скуратово            | Електропоїзд ЕР2 / ЕМ2                |
| Орел — Тула                 | Електропоїзд ЕР2 / ЕМ2                |

Приміські поїзди на станції Орел
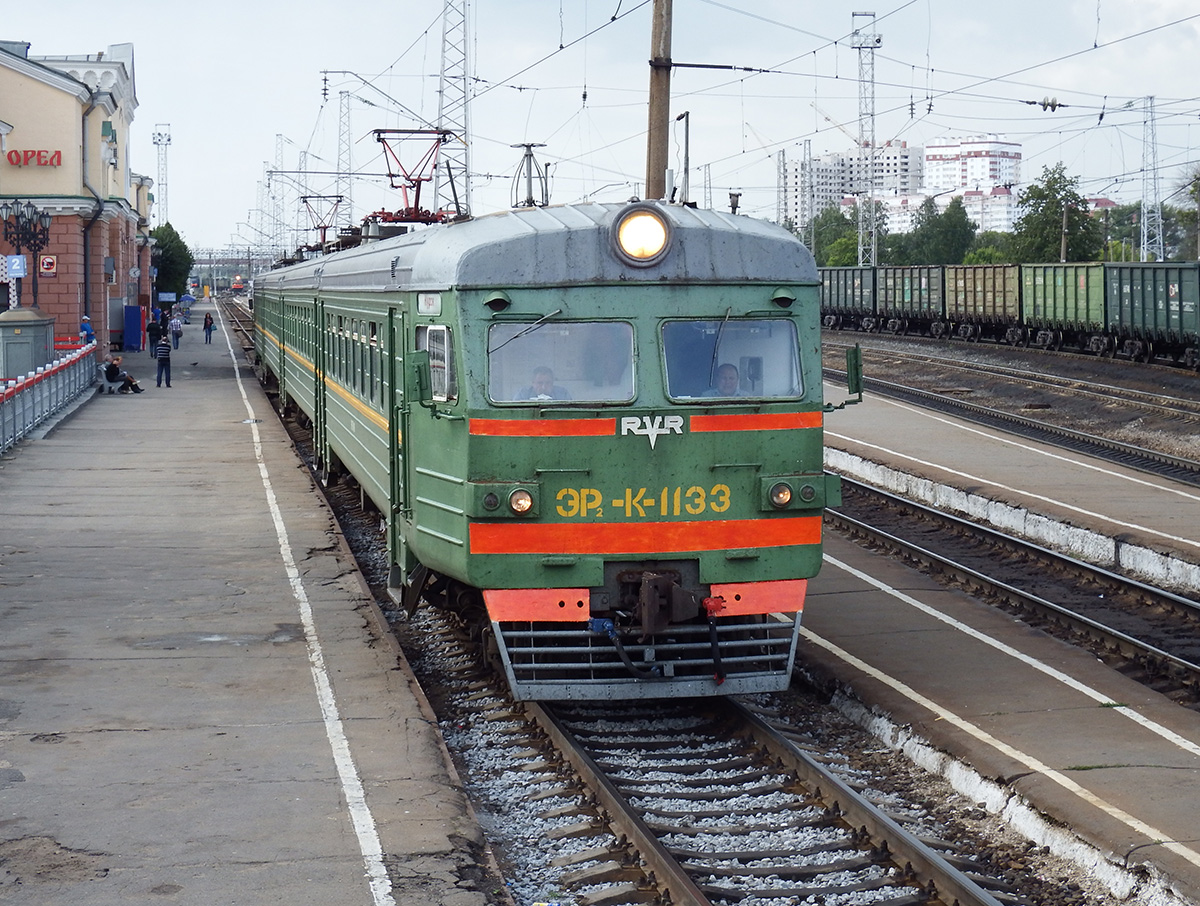
ЕР2К-1133
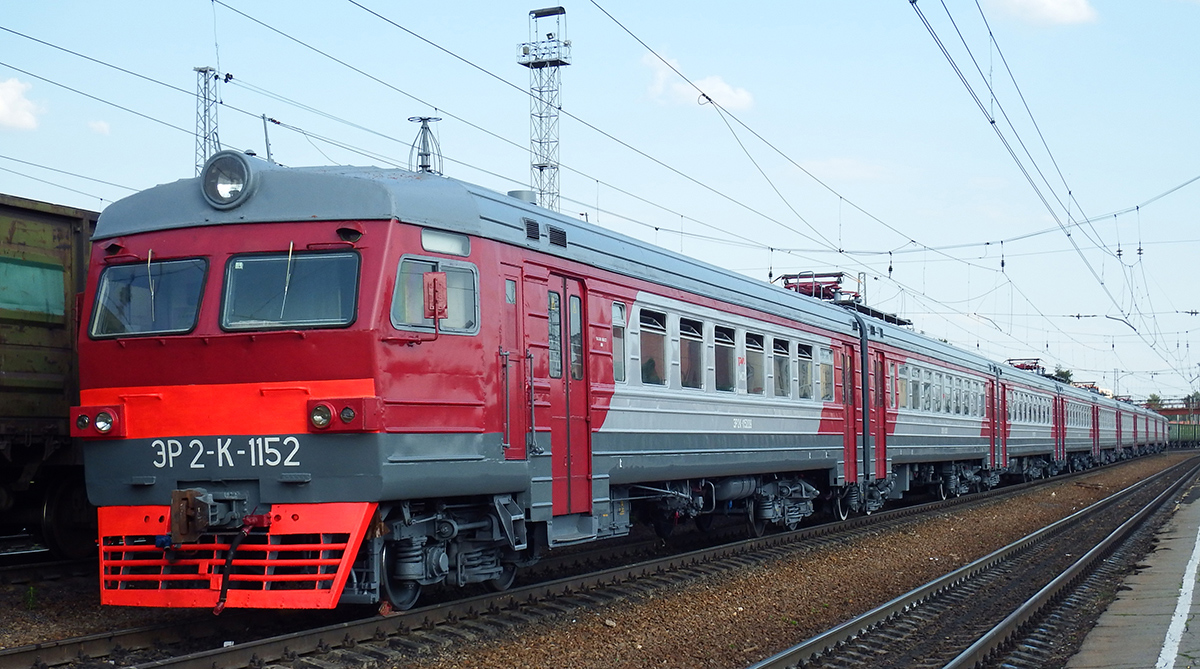
ЕР2К-1152
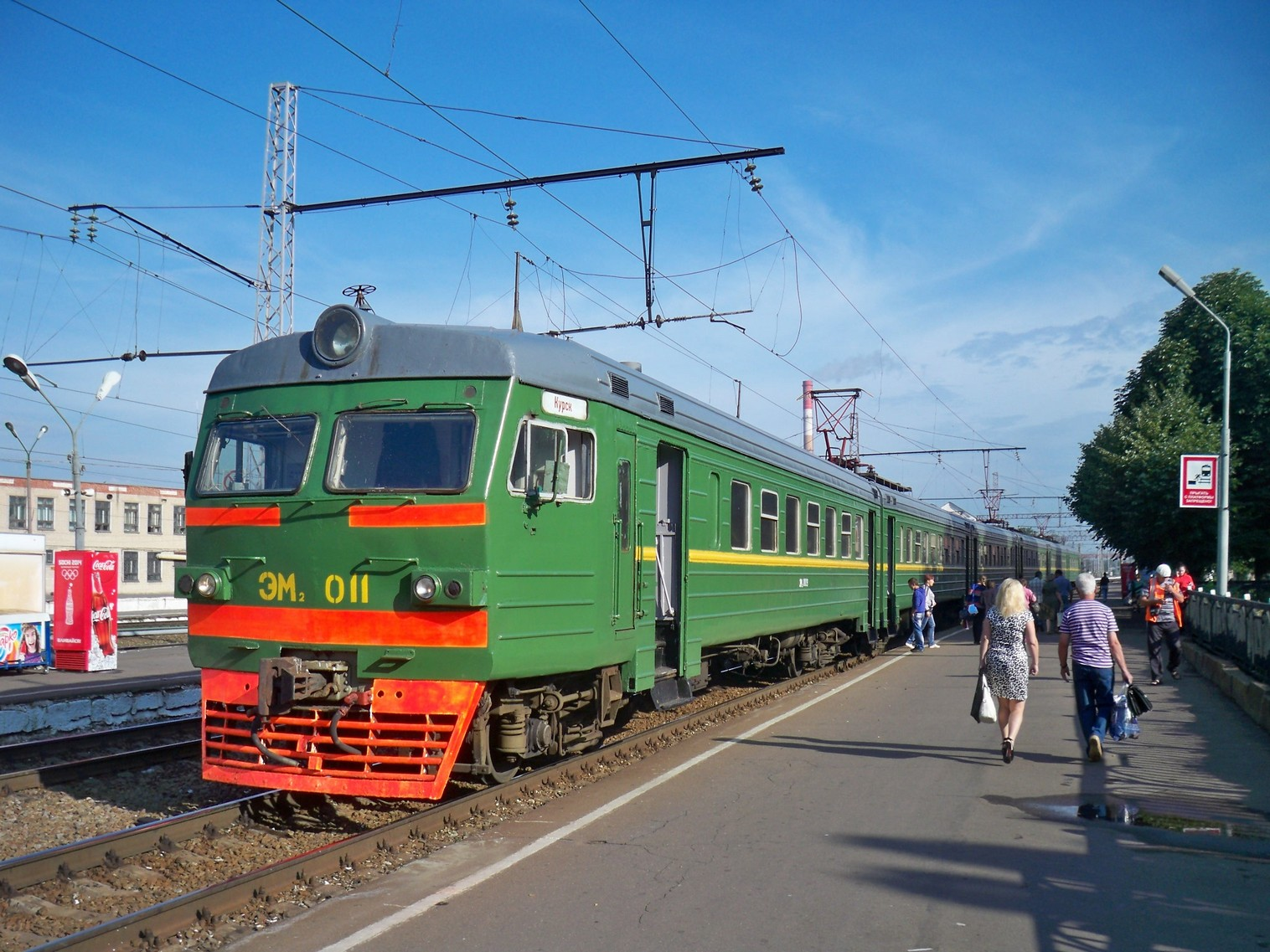
EM2-011
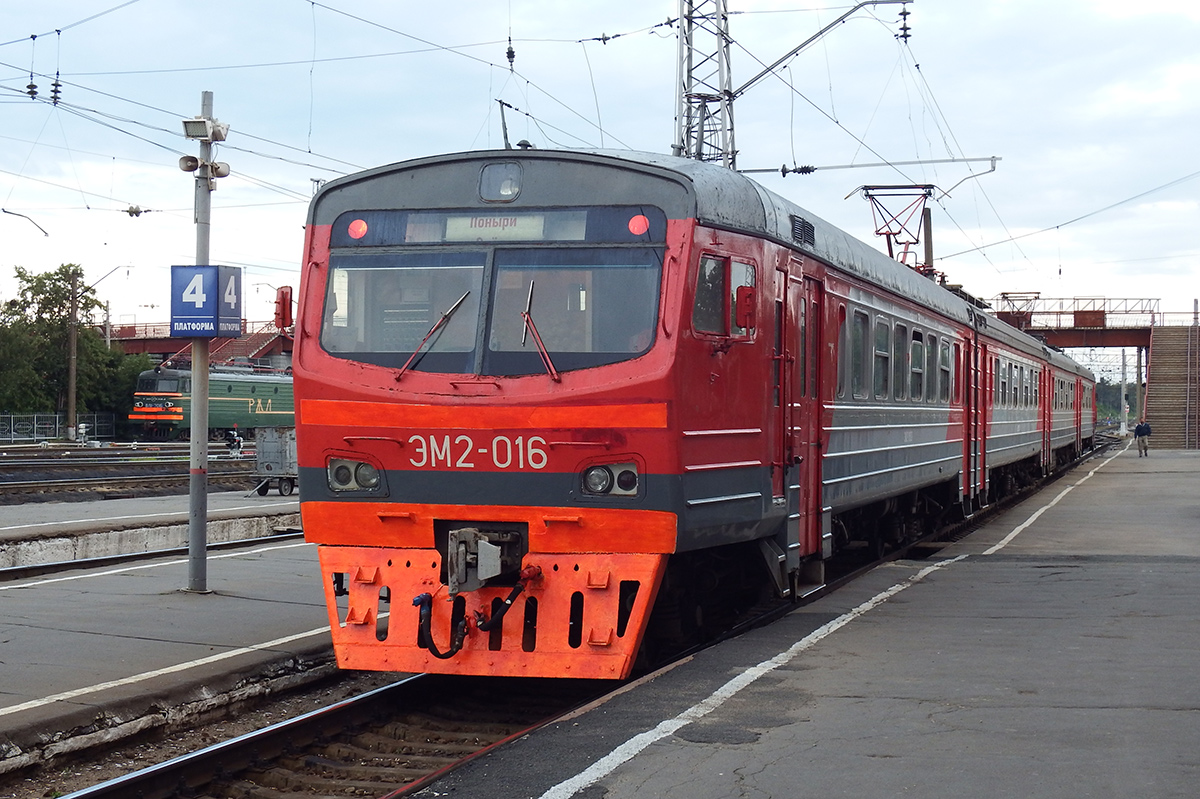
EM2-016
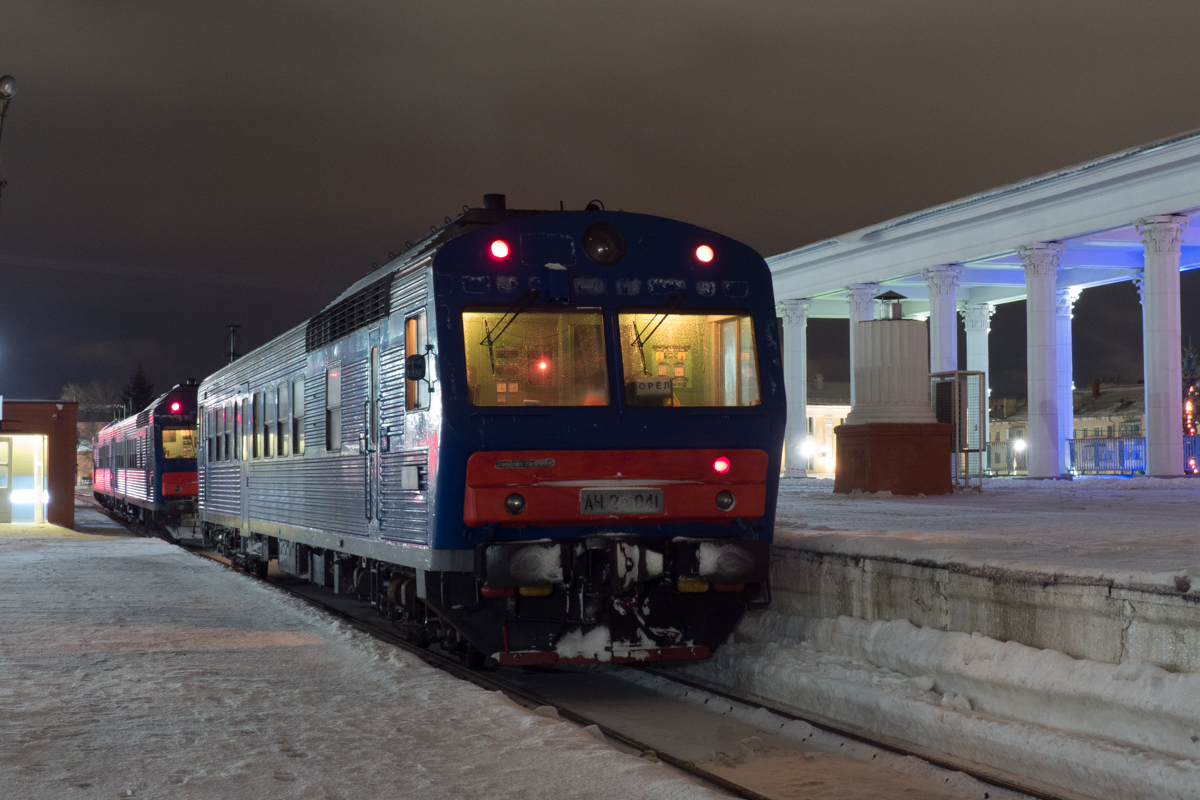
АЧ2-041

## Вихід в місто
- Через пішохідний тунель на Привокзальну площу, вул. Привокзальну, вул. Московську.
- Через надземний пішохідний міст — до вул. Паровозної, у Завокзальне селище (рос. Выгонка).

## Міський транспорт
- Трамвай № 1, 4 — зупинка «Вокзал» (з південної сторони вул. Привокзальної).
- Тролейбус № 3, 5 — зупинка «Вокзал» (північна сторона вул. Привокзальної), № 1,8 — зупинка «Завод „Текмаш“» та «Гіпсовий комбінат» (по вул. Московська), № 8 — зупинка «Локомотивне депо» (по вул. Паровозна).
- Автобус № 5, 6, 11, 18 — зупинка «Завод „Текмаш“» (дачні маршрути № 64, 67).
- Маршрутні таксі № 15, 60.

## Цікаві факти
- Вокзали Орла та Курська у 1868 році було побудовано за одним і тим же проєктом. Обидві будівлі зазнали руйнувань під час Другої світової війни і були капітально перебудовані.
- У 1950-х роках платформу біля колонади прикрашала зменшена бутафорська копія Спаської вежі Московського кремля і металеві конструкції у формі салюту над нею. Така прикраса була споруджена з нагоди 390-річчя заснування міста у 1956 році. Фанерна вежа була дуже точно сконструйована в масштабі і розфарбована, і, часом, у гостей міста, які їхали повз на поїздах, складалося враження, що в Орлі теж є своя Спаська вежа.
- До 1961 року центральний вхід прикрашала скульптура Йосипа Сталіна.